# Nicolás
Nicolás   es un nombre propio masculino de origen griego que significa  La victoria del pueblo: nίκη (niké) = victoria y λαος (laos) = pueblo. Tiene por lo tanto un significado parecido al de Nicodemo. 
Nico, Niqui, Nicky y Nic son sus hipocorísticos y sus diminutivo es Nicolasito. Variaciones femeninas son: Nicole, Nicoletta, Nicolasa.

## Variaciones en otros idiomas

### Las variaciones masculinas[1][2]
- Afrikáans: Niklaas, Niklaus
- Alemán: Nicolas, Nikolaus, Niklas, Niklaus, Nickolas, Nickolaus, Nikolo, Nicolaus, Klaus, Claus, Klas, Niko, Nico
- Albanés: Niklaus, Klaus, Nikollë, Nikë, Nikolla, Koll, Kolë
- Árabe: نيكولا (Nikola)
- Aragonés: Nicolau, Nicolagi, Nicolayi, Nicolás
- Armenio: Նիկողայոս (Nikog(h)ayos, Nigog(h)ayos), Նիկողոս (Nikog(h)os, Nigog(h)os)
- Asturleonés: Nicolás, Nicu, Colás
- Bajo alemán: Nikolaas, Klaus, Niklaus, Nicolaas, Klaas, Nickel
- Bielorruso: Мікалай (Mikalai), Мікола (Mikola)
- Bretón: Nikolaz
- Búlgaro: Никола (Nikola), Никлен (Niklen), Никулица (Nikùlitsa), Николай (Nikolay), Коле (Kole), Колю (Kolyu), Кольо (Kolyo)
- Catalán: Nicolau
- Checo: Nicolas, Nikolas, Mikulaš, Niklas
- Croata: Nikola, Niko, Nikolac, Nikolaj
- Danés: Niklas, Klaus, Nikolas, Nicolas, Niklaus, Niels, Nicklas, Nikolai, Nicolai, Nikolaj, Nilas[3]
- Gaélico escocés: Nichol, Neacel, Nicol, Caelan, Calen
- Eslovaco: Mikuláš, Nikolas, Nicolas, Mikoláš
- Esloveno: Miklavž, Niko, Nikolaj
- Esperanto: Nikolao, Niklas, Niklaus, Niko, Niĉjo
- Estonio: Nigulas, Nigul, Mikk, Niklas, Niilo
- Euskera: Nikolas, Nikola
- Finlandés: Niklas, Niklaus, Nicolas, Nikolaus, Niko, Nikolai, Niilo, Launo, Nikol
- Francés: Nicolas, Nico, Colin, Colas
- Frisón occidental: Klaes
- Georgiano: ნიკოლოზ (Nikoloz), ნიკო (Niko), ნიკა (Nika), კოლა (Kola)
- Griego: Νικόλαος (Nikolaos), Νικόλας (Nikolas), Νίκος (Nikos), Νικολής (Nikolis)
- Húngaro: Miklós, Nikolasz, Klausz, Mikulás (para papa noel), Mikó, Mikes, Miksa
- Inglés: Nicholas, Nicolas, Nick, Nicky, Nikolas
- Irlandés: Nioclás
- Islandés: Nikulás, Níels, Nils
- Italiano: Nicolò, Niccolò, Nico, Nicola, Nicolas[4]
- Japonés: ニコラス (Nikorasu romanización)
- Latín: Nicolaus
- Letón: Niklāvs, Klāvs, Nikolass, Nikolajs
- Lituano: Mikalojus, Nikolajus
- Luxemburgués: Nicolas, Nikolas, Niklaus, Nickolas, Klaus
- Malayo: Nikkolas
- Maldivo: ނިކޮލަސް
- Maltés: Nikola
- Maorí: Nikora
- Neerlandés: Nikolas, Nicolas, Niklaus, Nicolaas, Klaus, Claus, Klaas
- Noruego: Nils, Niklas, Niklaus, Klaus, Nicolas, Klaas
- Persa: نیک
- Polaco: Mikołaj, Niklas, Mikołajek, Nikolas, Nicolas, Mik
- Portugués: Nicolas, Nicolau, Nícolas
- Rumano: Nicolae, Nicușor, Nicoară (antigua variante heredada del latín), Neculai, Niculae, Nicu, Nicolas
- Ruso: Николай (Nikolai), Коля (Kolya)
- Sardo: Nicolau, Nigola.
- Serbio: Никола (Nikola), Niđo
- Sueco: Niklaus, Nels, Niklas, Niclas, Nicklas, Klaus, Nils, Klas, Claes, Nicolas
- Tongano: Nikolasi
- Ucraniano: Микола (Mykola), Миколай (Mykolai)
- Vasco: Nikolas, Nikola

### Las variaciones femeninas
Nicky, Nicole, Nicolasa

## Personas
- Nicolas Cage, actor estadounidense
- Nicolás Copérnico, astrónomo polaco
- Nicolás Maquiavelo, diplomático, funcionario, filósofo político y escritor italiano
- Nicolás Maduro, político venezolano
- Nicolás Vázquez, actor argentino
- Nicolás Riera, actor argentino
- Nicolás Maiques, actor argentino
- Nicolás Cabré, actor argentino
- Nicolás Francella, actor argentino
- Nicolás Otamendi, futbolista argentino.